# John Goffe Rand
John Goffe Rand (27 janvier 1801 - 23 janvier 1873) est un peintre et un inventeur américain. Il est connu pour avoir inventé et breveté le premier tube de peinture repliable pour artiste.

## Biographie
Rand émigre à Londres en 1831. C'est là qu'il met au point un tube en fer blanc permettant de stocker la peinture à l'huile non utilisée et de l'utiliser ultérieurement sans qu'elle ne sèche. En 1841, Rand brevète l'invention auprès de l'Office des brevets des États-Unis (11 septembre 1841, brevet n° 2 252). Il apportera plusieurs améliorations ultérieures à son invention.

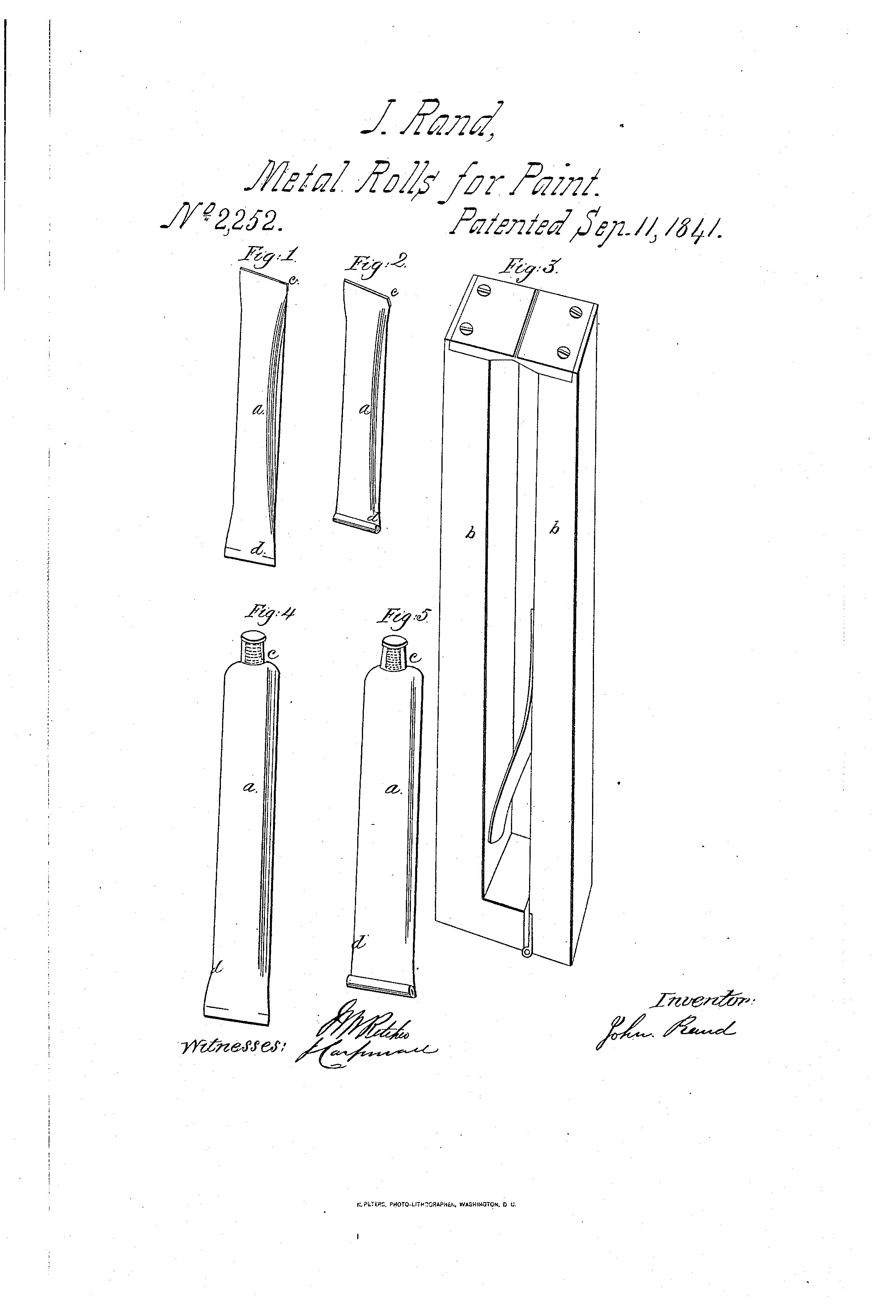
Brevet de John Rand pour les tubes à peinture

Les tubes permettent aux peintres de remplacer les vessies de porc utilisées jusqu'alors pour transporter la peinture. En France, la maison Lefranc commercialise à son tour un tube en étain refermable avec un bouchon à pas de vis. Jean Renoir, fils du peintre impressionniste Auguste Renoir, affirme que son père a dit un jour : « Sans les peintures en tubes, il n'y aurait pas eu de Cézanne, pas de Monet, pas de Sisley ou de Pissaro [sic], rien de ce que les journalistes appelleront plus tard l'impressionnisme. ». Plusieurs auteurs cependant, comme l'historienne de l'art Anthea Callen, soutiennent que l'impressionnisme ne peut pas être attribuée qu'à cette seule facilité.
John Goffe Rand est enterré au cimetière de Woodlawn dans le Bronx, à New York.